# Communic
Communic est un groupe de heavy metal norvégien, originaire de Kristiansand. Formé en 2003, le groupe compte à son actif quatre albums studio et une démo.

## Biographie
Le groupe est formé en mars 2003 à Kristiansand par le guitariste et chanteur Oddleif Stensland et le batteur Tor Atle Andersen (tous les deux venant du groupe Scariot). Peu de temps après, ils sont rejoints par le bassiste Erik Mortensen,.
En avril 2004, Stensland Andersen quittent Scariot pour se concentrer sur Communic. En juillet 2004, Communic signe avec le label allemand Nuclear Blast. Le 21 février 2005 ils sortent leur premier album studio, intitulé Conspiracy in Mind. À la suite de cet album, ils feront une tournée de concerts à travers l’Europe, notamment au Rock Hard Festival. Ils sortiront ensuite l'album Waves of Visual Decay en 2006. L'album devient « album du mois » par de nombreux magazines comme Rock Hard. Au début de 2006, le groupe passe à la télévision norvégienne.
À la fin de 2010, Communic annonce une suite à l'album Waves of Visual Decay. Le 18 avril 2011, le groupe dévoile la couverture de son quatrième album à venir. Communic publie son quatrième album studio, The Bottom Deep, le 22 juillet 2011. En septembre 2015, Communic annonce un concert spéciale dix ans à Buen, Mandal, en Norvège, le 5 décembre la même année. En février 2017, Communic signe avec le label allemand AFM Records.

## Membres
- Oddleif Stensland — chant, guitare
- Erik Mortensen — basse
- Tor Atle Andersen — batterie[10]

## Discographie
- 2004 : Conspiracy in Mind (démo)
- 2005 : Conspiracy in Mind
- 2006 : Waves of Visual Decay
- 2008 : Payment of Existence
- 2011 : The Bottom Deep